# Biniew (gmina)
Biniew (od 1946 Sobótka) – dawna gmina wiejska istniejąca w latach 1934–1946 w woj. poznańskim (dzisiejsze woj. wielkopolskie). Siedzibą władz gminy był Biniew.
Gmina zbiorowa Biniew została utworzona 1 sierpnia 1934 roku w powiecie ostrowskim w woj. poznańskim z dotychczasowych jednostkowych gmin wiejskich: Będzieszyn, Bieganin, Biniew, Gałązki Wielkie, Górzno, Grudzielec, Grudzielec Nowy, Gutów i Sobótka (oraz z obszarów dworskich położonych na tych terenach lecz nie wchodzących w skład gmin). 1 kwietnia 1939 roku część obszaru gminy Biniew przyłączono do gmin Czekanów i Skalmierzyce Nowe.
Po wojnie gmina Biniew występuje jeszcze w urzędowym wykazie gmin z 28 lipca 1945, lecz w 1946 roku przekształcono ją w jej terytorialny odpowiednik – gminę Sobótka z siedzibą władz w Sobótce.